# Michael Krause
Pour les articles homonymes, voir Krause.
Michael Krause, né le 24 juillet 1946 à Magdebourg et mort le 23 juin 2024, est un joueur ouest-allemand de hockey sur gazon des décennies 1960 et 1970.

## Biographie
Michael Krause fait partie de l'équipe nationale ouest-allemande sacrée championne olympique aux Jeux d'été de 1972 à Munich ; il inscrit d'ailleurs le seul but de la finale contre le Pakistan à dix minutes de la fin, du point de corner. Il dispute aussi les Jeux olympiques d'été de 1968 et de 1976, terminant respectivement aux quatrième et cinquième places.